# Астауров, Борис Львович
Бори́с Льво́вич Астау́ров (14 (27) октября 1904, Москва — 21 июня 1974, там же) — советский биолог (цитогенетик, эмбриолог-экспериментатор), академик АН СССР (1966, член-корреспондент 1958). Внес значительный вклад в оправдание генетики в СССР и борьбу с лысенковщиной.

## Биография

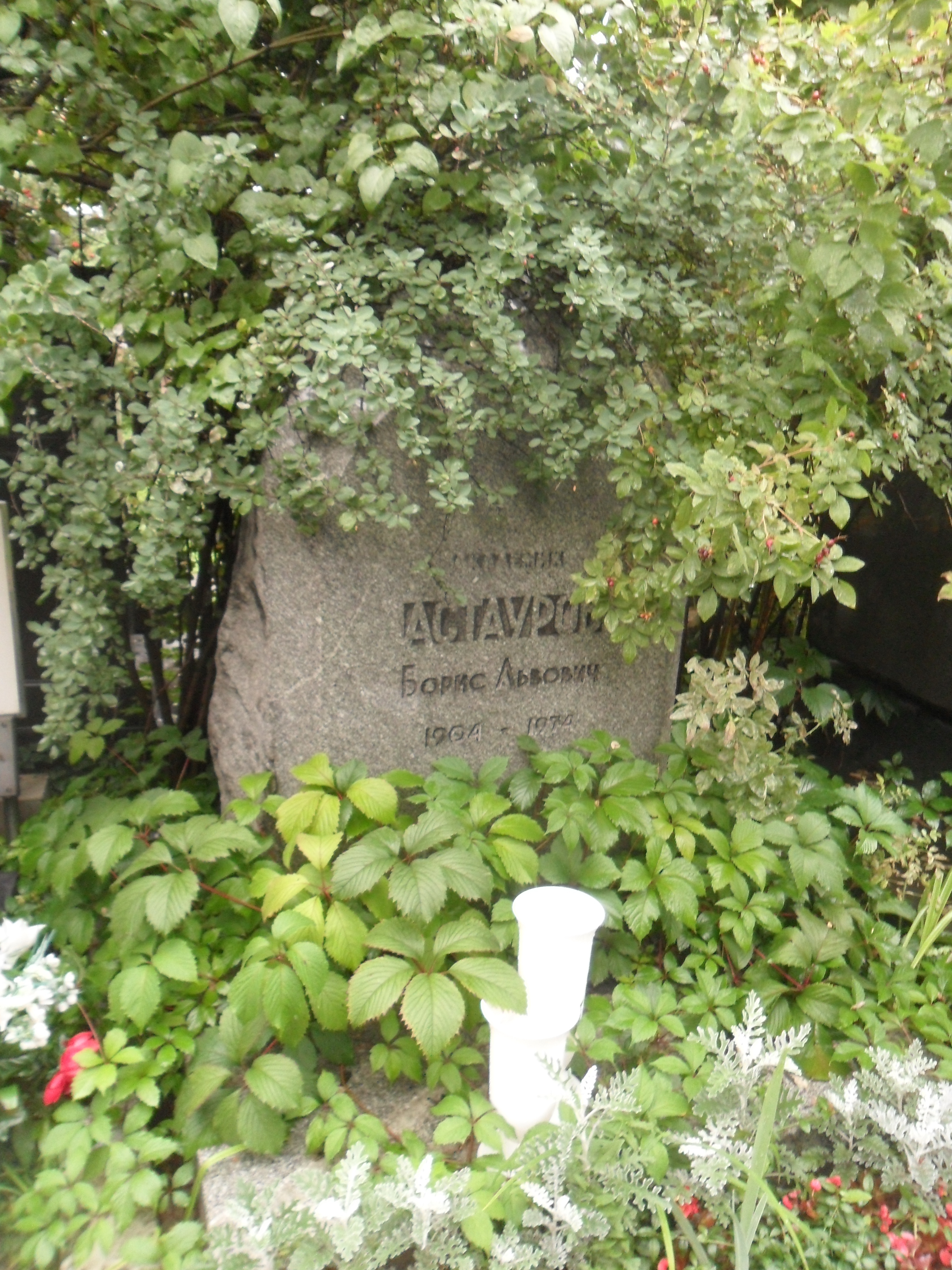
Могила Астаурова на Новодевичьем кладбище.

Родился Астауров 14(27) октября 1904 года в семье врачей. Мать, Ольга Андреевна, окончила медицинский факультет Парижского университета в Сорбонне. Отец, Лев Михайлович, сначала учился в Московском университете, а завершил образование в Казани. По отцовской линии дед — Михаил Иванович Астауров, межевой инженер, умер в возрасте 46 лет, в чине надворного советника, бабушка — Анна Ленинг, немка из Ганновера, певица и пианистка в Германии, в России служила мастерицей в перчаточном магазине Жана на Кузнецком, умерла в возрасте 40 лет.
Окончив в 1921 году среднюю школу в Москве, Астауров поступил на естественное отделение физико-математического факультета МГУ, где специализировался на кафедре экспериментальной зоологии Н. К. Кольцова. В 1924 году, ещё будучи студентом, Астауров был зачислен сотрудником в Институт экспериментальной биологии, основанный Кольцовым. Профессор Четвериков пригласил Бориса Львовича на должности лаборанта в отдел генетики и это определило его судьбу. Для формирования Бориса Львовича как ученого большое значение имело его участие в еженедельных семинарах Института экспериментальной биологии, проходивших под председательством Кольцова. Лишь несколько перспективных студентов старших курсов университета допускались на его заседания. На семинаре присутствовали все 30 сотрудников института, а также сотрудники некоторых биологических кафедр МГУ и других московских институтов. Творческой атмосфере семинара способствовало участие в его работе выдающихся ученых: С. С. Четверикова, А. С. Серебровского, Д. П. Филатова, С. Н. Скадовского. На семинаре в течение года периодически выступали видные ученые, приглашенные из-за границы. Среди них были К. Бриджес — один из главных представителей школы Моргана, С. Хараланд — генетик растений, У. Бэтсон — классик менделизма, давший генетике её имя, К. Дарлингтон — крупнейший цитогенетик, Э. Бауэр и Р. Гольдшмидт — основатели классической генетики.
В 1927 Астауров окончил МГУ, в 1927—1930 работал в Комиссии естественных производительных сил АН, также он продолжал работать в Институте экспериментальной биологии, будучи одновременно аспирантом в Институте зоологии МГУ, где его руководителем был Четвериков. В эти же годы Астауров был сотрудником Московского отделения Комиссии по изучению естественных производительных сил России (КЕПС).
В 1930—1935 гг. Борис Львович работал в Среднеазиатском научно — исследовательском институте шелководства и шелковедения в Ташкенте. Здесь он начал свои, ставшие классическими, исследования по генетике тутового шелкопряда Bombyx mori. Необходимость решения ряда практических проблем шелководства подтолкнула исследователя к разработке фундаментальных проблем генетики.

## Вклад в науку
Астауров уже в 1920-е годы обнаружил новую мутацию дрозофилы — tetraptera, которая приводила к тому, что у мухи появлялись дополнительные крылья на месте гальтер. Мутация обладала неполной пенетрантностью и варьирующей экспрессивностью. Эти понятия были введены в 1925 году Н. В. Тимофеевым-Ресовским, работавшим тогда, как и Астауров, в Институте экспериментальной биологии.. Эту модель Борис Львович использовал для обоснования представления о существовании спонтанной модификационной изменчивости, основанной на вмешательстве случайных событий в действие гена. С. Н. Давиденков отмечал, что полученные на дрозофиле результаты проливают свет на варьирующее проявление некоторых наследственных невропатологических заболеваний человека, обусловленных одинаковыми наследственными причинами.
Астауров был одним из инициаторов перевода отечественного шелководства на гибридную основу, на получение промышленных межпородных гибридов первого поколения. Он экспериментально доказал ведущую роль ядра в наследовании признаков вида и впервые разработал способы направленного получения 100 % особей одного пола на тутовом шелкопряде, заложив тем самым основы теории регуляции пола. Борис Львович первым наблюдал у шелкопряда мутации, индуцированные рентгеновским и гамма-излучением. С тех пор он не расставался с шелкопрядом как предметом исследования и постоянно возвращался к проблеме действия радиации на биологические объекты.
В Ташкенте Астауров начал работу по искусственному партеногенезу у шелкопряда. Используя воздействие высокой температурой (нагревание яиц при 46°С в течение 18 минут), он сумел получить полный партеногенетический цикл развития насекомого. Блестящие успехи, достигнутые Б. Л. Астауровым и его сотрудниками в разработке методов искусственного партеногенеза, позволили подойти вплотную к решению ряда актуальных задач биологии развития, а также были использованы в промышленном шелководстве.
Позже, уже в Москве, Астауров применил температурное воздействие для обеззараживания яиц шелкопряда от пебрины — опасного паразита, вызывающего болезнь шелкопряда — нозематоз. В 1962 г. этот результат был зарегистрирован в качестве открытия в Комитете по делам изобретений и открытий.

### Вклад в возрождение генетики
Борис Львович внес большой личный вклад в утверждение генетики не только на этапе формирования генетических школ, но и в мрачные годы лысенковщины, когда приходилось отстаивать интересы науки. Окончательное утверждение и государственное признание лысенковщины произошло на сессии ВАСХНИЛ в августе 1948 г. Несмотря на это, пострадавшей от приспешников Лысенко как продолжатель традиций Н. К. Кольцова, Астауров активно боролся и много работал над тем, чтобы вернуть российской генетике былую славу. Уже в начале 1950-x годов в Президиум ЦК КПСС было направлено письмо 66 биологов, в котором содержалась резко отрицательная оценка «деятельности» Лысенко и его сторонников. Астауров был в числе ученых, подписавших это письмо. Вскоре он стал выступать на семинарах радиобиологического отдела, созданного И. В. Курчатовым в Институте атомной энергии, где физики и генетики обсуждали общие научные проблемы. Эти новые и опасные для лысенковцев тенденции в научном сообществе в 1956—1957 гг. нашли отражение на страницах журнала «Техника – молодежи» в рубрике «На стыке точных и естественных наук». В журнале были опубликованы статьи Астаурова и его коллег, с которыми он работал ещё в 20 — 30-е годы под руководством Кольцова, Н. В. Тимофеева-Ресовского, Н. П. Дубинина и других. В 1955 году Астауров подписал «Письмо трёхсот». В 1960-е годы, когда начиналось возрождение генетики, трибуной для свой деятельности Астауров выбрал журнал «Природа», а помощником, знакомого ещё по сахаровским семинарам — В. М. Полынина, который в 1967 году стал ответственным секретарём журнала. В своей знаменитой речи на годовом отчетном собрании АН СССР в 1964 году, академик Астауров перед большой аудиторией ребром поставил вопрос о вреде, который продолжали наносить науке лжеученые. По его предложению было создано Всесоюзное общество генетиков и селекционеров имени Николая Ивановича Вавилова (ВОГиС). С 1966 по 1972 год — Астауров был его президентом. С 1967 года и до конца жизни Б. Л. Астауров возглавил Институт биологии развития (возрожденный по его инициативе кольцовский Институт экспериментальной биологии). Кроме того, с 1970 года Астауров был главным редактором созданного им журнала «Онтогенез».

## Отзывы современников
«…Молчаливого, довольно скупого на слова, кто-то считал его великим ученым, но все поражались его неизменной, стабильной, высочайшей порядочности. Мало кто знает, что он виртуозно играл на рояле и долго, мучительно колебался, кем же ему стать — биологом или пианистом.» — В. П. Эфроимсон.
«…Два друга молодости, Б. Л. Астауров и Н.В. Тимофеев-Ресовский, контрастно различались по темпераменту и стилю общения с людьми. Борис Львович всегда, сколько мне его доводилось наблюдать, вел себя в мягком стиле. Он обладал замечательным юмором, который проявлялся не только в словах, а часто лишь в лукавой улыбке, в блеске глаз.» — Ю. Ф. Богданов.
«…Борис Львович и его жена Наталья Сергеевна Скадовская многим людям помогали, в частности и материально, и, между прочим, отнюдь не от избытка богатства. По своей культуре, принципам, привычкам это был русский интеллигент, принадлежащий к лучшей части этого пласта народа своей страны. Мне трудно себе его представить в безвременье сегодняшнего дня.» — О. Г. Строева.

## Награды
- Награждён золотой медалью им. И. И. Мечникова по совокупности научных работ в области экспериментальной генетики и биологии развития (1970 год).
- Дважды кавалер Ордена Трудового Красного Знамени (1953 и 1964)
- Медаль «В ознаменование 100-летия со дня рождения Владимира Ильича Ленина»
- Медаль «За доблестный труд в Великой Отечественной войне 1941—1945 гг.»
- Медаль «В память 800-летия Москвы»

## Основные труды
- Астауров Б. Л. Наследственность и развитие: Избранные труды / Отв. ред. акад. АН БССР П. Ф. Рокицкий. — М.: Наука, 1974. — 360 с. — 4600 экз.
- Астауров Б. Л. Партеногенез, андрогенез и полиплоидия / АН СССР, Ин-т биологии развития им. Н. К. Кольцова. — М.: Наука, 1977. — 344 с.
- Астауров Б. Л. Проблемы общей биологии и генетики. — М.: Наука, 1979. — 290 с.